# Castelul Apafi din Dumbrăveni
Castelul Apafi din Dumbrăveni este un monument istoric și de arhitectură din Dumbrăveni.

## Istoric
Principele Mihai Apafi al II-lea a murit în anul 1713 fără descendenți, iar castelul a trecut în proprietatea fiscului. În anul 1726 comunitatea armeană a cumpărat castelul de la erariu.
În data de 15 iulie 2010 a fost deschisă spre vizitare Colecția Muzeală a Armenilor din Transilvania.